# ニコリノ・ローチェ
ニコリノ・ローチェ（Nicolino Locche、1939年9月2日 - 2005年9月8日）は、アルゼンチンの男性プロボクサー。元WBA世界スーパーライト級王者。

## 来歴
1958年12月11日、プロデビュー戦を2RKOで飾る。
1968年12月12日、東京蔵前国技館で、世界1位の指名挑戦者としてWBA世界スーパーライト級王者藤猛と107戦目にして初の世界挑戦。10Rで藤を試合放棄に追い込み、WBA世界スーパーライト級王座を獲得した。
王座獲得後、母国アルゼンチンのブエノスアイレスで後の王者アントニオ・セルバンテス、龍反町を一蹴した強打者アドルフ・プルートといった強豪との対戦を含め、5度の防衛を果たしたが、いずれも15R判定勝利であった。
そして、1972年3月10日、6度目の防衛戦を初めて外国（パナマ）で行ったが、アルフォンソ・フレーザーに敗れ、王座から陥落した。1973年3月17日には、時の王者セルバンテスに挑戦するも、9RKO負けを喫した。
1976年8月7日の試合を最後に引退した。
2005年9月8日、生まれ故郷のメンドーサ州で死亡、66歳没。

## 獲得タイトル
- WBA世界スーパーライト級王座（防衛5度）